# 1498년

## 연호
- 명(明) 홍치(弘治) 11년
- 일본(日本) 메이오(明応) 7년
- 후 레 왕조(後黎朝) 까인통(景統) 원년

## 기년
- 류큐(琉球) 쇼신왕(尚真王) 22년
- 명(明) 효종 홍치제(孝宗 弘治帝) 11년
- 조선(朝鮮) 연산군(燕山君) 4년
- 후 레 왕조(後黎朝) 헌종(憲宗) 원년

## 사건
- 7월 - 무오사화
- 5월 - 인도 항로 개척, 바스쿠 다 가마

## 탄생
- 11월 15일 - 합스부르크가의 일원 오스트리아의 엘레오노. (~1558년)

### 미상
- 조선 중기의 왕족, 연산군의 아들 양평군. (~1506년)

## 사망
- 4월 7일 - 프랑스의 왕 샤를 8세. (1470년~)
- 8월 14일 - 조선의 문신 김일손. (1464년~)